# Roger Tully
 (janvier 2021).
Si vous disposez d'ouvrages ou d'articles de référence ou si vous connaissez des sites web de qualité traitant du thème abordé ici, merci de compléter l'article en donnant les références utiles à sa vérifiabilité et en les liant à la section « Notes et références ».
Pour les articles homonymes, voir Tully.
Roger Tully est un danseur, chorégraphe et pédagogue britannique né à Londres en 1928 et mort le 26 février 2020 à Haywards Heath.

## Biographie
Après avoir étudié la rythmique Dalcroze avec Muriel Green, il reçoit une bourse pour étudier la danse classique à l'école de Marie Rambert, où il reste deux ans et demi.
Il décide de parfaire sa formation en allant d'un studio à l'autre, notamment auprès de Lydia Kyasht, Cleo Nordi, Stanislas Idzikowski et Mary Skeaping.
La rencontre fondamentale fut cependant celle avec Kathleen Crofton.
Il dansa au Festival de Glyndebourne dans une pièce intitulée Hassan, sur une partition de Léo Delibes, du chorégraphe Michael Holmes, et au Coliseum, dans la comédie musicale Call me Madam.
Puis il rejoignit Mona Inglesby. Bien avant Ninette de Valois, sa troupe, appelée International Ballet, paraît en tournée avec les grands ballets classiques. Mona Inglesby avait avec elle Nicolas Sergueiev et Léonide Massine, Tully dansa donc dans les productions originales du Théâtre Mariinsky.
En revenant de tournée, il se remit à travailler avec Kathleen Crofton, tout en dansant le soir dans des comédies musicales au Théâtre de Drury Lane, qui fit venir une troupe italienne d’opéra lyrique, où Alicia Markova dansa dans Guillaume Tell et Les Pêcheurs de perles.
Après Drury Lane, Tully partit à Montréal dans les années 1960, pour y danser aux Grands Ballets canadiens, où il resta deux ans et demi.
Lorsque Alicia Markova fut invitée à devenir maître de ballet du Metropolitan Opera à New York, elle demanda à Kathleen Crofton de quitter Londres pour être son assistante. Kathleen Crofton enseignait alors au Ballet Royal mais décida de partir en Amérique et demanda à Roger Tully de reprendre tous ses cours.
Après un passage comme professeur au studio de Gary Cockerell à Floral Street, Tully reloua le vieux studio de Kathleen Crofton près de Charing Cross Road.
Au début des années 1970, il commença à enseigner à Pineapple Studios et dans son actuel studio de Bedford Gardens, celui même où Marie Rambert avait commencé à enseigner lorsqu’elle arriva en Angleterre, avant d’être au Mercury Theatre.
La différence entre son enseignement, par rapport à la méthode plus généralement reçue, est définie ainsi par l'un de ses élèves,
« La première idée est que c'est le jeu des oppositions autour de l'axe central du corps qui permet tout mouvement, et qu'il faut absolument définir et tenir cet axe à chaque moment du travail. Jamais auparavant je n’avais rencontré quelqu'un qui sût indiquer et expliquer cet aspect de façon aussi claire, et en illustrer le principe par une étude attentive des grandes œuvres de peinture et de sculpture. »
« La deuxième idée que Roger voulait nous transmettre, -et c’est peut être la plus fondamentale-, est que tout mouvement est initié dans ou depuis le torse. (...) l'objectif qui sous-tendait la plupart de ses enchaînements était précisément de nous en rendre conscients. Ce fut pour moi une révélation que de situer la source de tout mouvement dans les profondeurs du corps, et non pas dans la seule opération des jambes et des bras – quelle que puisse être leur bonne coordination et articulation par ailleurs. »
Alexander Sombart demanda à Roger Tully de le préparer pour le retour de Natalia Makarova au Mariinsky en 1987, où il devait danser avec cette dernière.
Tully a lui-même continué à prendre des cours avec Barbara Gregory, une élève de Nicolas Legat, jusqu’à l’âge de 70 ans environ.
Roger Tully enseigne maintenant à Londres et en invité à New York et à Helsinki. À New York, il travaille avec des danseurs liés à l'American Ballet Theater et notamment avec Clinton Luckett, professeur et maître de ballet à l'ABT.
Il a également beaucoup travaillé avec Daniel Baudendistel, danseur, professeur et chorégraphe à New York.
En 2006 et 2007, il a été invité à enseigner à Paris et à Rome à l'Accademia nazionale.
La collaboration avec Clinton Luckett et Daniel Baudendistel a donné lieu au tournage d’un film sur son enseignement. Sur une période de vingt ans, un livre au sujet de ces mêmes principes a vu le jour, intitulé The Song sings the Bird.

## Publication
- Prémices du geste dansant: Manuel d'apprentissage de la danse classique, 2009.